# 普格小红门兰
普格小红门兰（学名：Ponerorchis pugeensis）也称普格红门兰，为兰科红门兰属下的一个种。普格小红门兰通常都是紅色